# Burgos-Burpellet-BH
La Burgos-Burpellet-BH, nota in passato come Viña Magna-Cropu, è una squadra maschile spagnola di ciclismo su strada con licenza di UCI ProTeam, attiva a livello UCI dal 2006.
Diretta da Julio Andrés Izquierdo, ha sede a Burgos e fino al 2017 ha gareggiato come squadra Continental; nel 2018 ha assunto licenza di squadra Professional/ProTeam, venendo invitata per la prima volta alla Vuelta a España.

## Cronistoria

### Annuario
| Anno | Codice | Nome                                                                | Cat. | Biciclette | Dirigenza |
| ---- | ------ | ------------------------------------------------------------------- | ---- | ---------- | --- |
| 2006 | VMC    | Viña Magna-Cropu                                                    | CT   | -          | Dir. sportivi: Julio Andrés Izquierdo, José Alberto Nuno                                                              |
| 2007 | VMC    | Viña Magna-Cropu                                                    | CT   | BH         | Dir. sportivi: Julio Andrés Izquierdo, José Alberto Nuno                                                              |
| 2008 | VMC    | Burgos Monumental                                                   | CT   | BH         | Dir. sportivi: Julio Andrés Izquierdo, José Alberto Nuno, José Luis de Santos                                         |
| 2009 | VMC    | Burgos Monumental-Castilla y León                                   | CT   | BH         | Dir. sportivi: Julio Andrés Izquierdo, José Alberto Nuno                                                              |
| 2010 | VMC    | Burgos 2016-Castilla y León                                         | CT   | BH         | Dir. sportivi: Julio Andrés Izquierdo, José Alberto Nuno                                                              |
| 2011 | VMC    | Burgos 2016-Castilla y León                                         | CT   | BH         | Dir. sportivi: Julio Andrés Izquierdo, Eduardo García                                                                 |
| 2012 | BUR    | Burgos BH-Castilla y León                                           | CT   | BH         | Dir. sportivi: Julio Andrés Izquierdo, Diego Gallego                                                                  |
| 2013 | BUR    | Burgos BH-Castilla y León                                           | CT   | BH         | Dir. sportivi: Julio Andrés Izquierdo, Diego Gallego                                                                  |
| 2014 | BUR    | Burgos-BH                                                           | CT   | BH         | Dir. sportivi: Julio Andrés Izquierdo, Diego Gallego                                                                  |
| 2015 | BUR    | Burgos-BH                                                           | CT   | BH         | Dir. sportivi: Julio Andrés Izquierdo, Diego Gallego                                                                  |
| 2016 | BUR    | Burgos-BH                                                           | CT   | BH         | Dir. sportivi: Julio Andrés Izquierdo, José Luis Fernández                                                            |
| 2017 | BBH    | Burgos-BH                                                           | CT   | BH         | Dir. sportivi: Julio Andrés Izquierdo, Darío Hernández                                                                |
| 2018 | BBH    | Burgos-BH                                                           | PCT  | BH         | Manager: Julio Andrés Izquierdo Dir. sportivi: Julio Andrés Izquierdo, José Cabedo, Darío Hernández                   |
| 2019 | BBH    | Burgos-BH                                                           | PCT  | BH         | Manager: Julio Andrés Izquierdo Dir. sportivi: José Cabedo, Santi Barranco, David Cantera, Alexis Gandia              |
| 2020 | BBH    | Burgos-BH                                                           | PRT  | BH         | Manager: Julio Andrés Izquierdo Dir. sportivi: José Cabedo, Santi Barranco, David Cantera, Alexis Gandia, Rubén Pérez |
| 2021 | BBH    | Burgos-BH                                                           | PRT  | BH         | Manager: Julio Andrés Izquierdo Dir. sportivi: Rubén Pérez, David Cantera, Alexis Gandia                              |
| 2022 | BBH    | Burgos-BH                                                           | PRT  | BH         | Manager: Julio Andrés Izquierdo Dir. sportivi: Rubén Pérez, David Cantera, Alexis Gandia, Damien Garcia               |
| 2023 | BBH    | Burgos-BH                                                           | PRT  | BH         | Manager: Julio Andrés Izquierdo Dir. sportivi: Rubén Pérez, David Cantera, Alexis Gandia, Damien Garcia               |
| 2024 | BBH    | Burgos-BH                                                           | PRT  | BH         | Manager: Julio Andrés Izquierdo Dir. sportivi: Rubén Pérez, David Cantera, David Echavarri, Damien Garcia             |
| 2025 | BBH    | Burgos-BH (fino al 13 gennaio) Burgos-Burpellet-BH (dal 14 gennaio) | PRT  | BH         | Manager: Julio Andrés Izquierdo Dir. sportivi: Damien Garcia, Jetse Bol, Jesús Ezquerra                               |

### Classifiche UCI
| Anno | Classifica | Pos. | Migliore class. individuale |
| ---- | ---------- | ---- | --------------------------- |
| 2017 | America T. | 37º  | Óscar Quiroz (99º)          |
| 2017 | Europe T.  | 62º  | David Belda (449º)          |
| 2018 | Asia T.    | 78º  | Daniel López (218º)         |
| 2018 | Europe T.  | 67º  | Diego Rubio (484º)          |

## Palmarès
Aggiornato al 26 agosto 2023.

### Grandi Giri
- Giro d'Italia

Partecipazioni: 0
- Tour de France

Partecipazioni: 0
- Vuelta a España

Partecipazioni: 6 (2018, 2019, 2020, 2021, 2022, 2023)
Vittorie di tappa: 1
2018: 1 (Ángel Madrazo)
Vittorie finali: 0
Altre classifiche: 0

### Campionati nazionali
- Campionati neozelandesi: 1

In linea: 2024 (Aaron Gate)

## Organico 2025
Aggiornato al 1° agosto 2025.

### Staff tecnico
|  | Naz.                   | Ruolo | Sportivo               |  |  |  |
|  | ---------------------- | ----- | ---------------------- |  |  |  |
|  | Spagna (bandiera)      | GM    | Julio Andrés Izquierdo |  |  |  |
|  | Francia (bandiera)     | DS    | Damien Garcia          |  |  |  |
|  | Paesi Bassi (bandiera) | DS    | Jetse Bol              |  |  |  |
|  | Spagna (bandiera)      | DS    | Jesús Ezquerra         |  |  |  |

### Rosa
|  | Naz.                     |  | Sportivo                | Anno |  |  |
|  | ------------------------ |  | ----------------------- | ---- |  |  |
|  | Francia (bandiera)       |  | Clément Alleno          | 2000 |  |  |
|  | Spagna (bandiera)        |  | Rodrigo Álvarez         | 1999 |  |  |
|  | Spagna (bandiera)        |  | Antonio Angulo          | 1992 |  |  |
|  | Spagna (bandiera)        |  | Mario Aparicio          | 2000 |  |  |
|  | Spagna (bandiera)        |  | Ibai Bidaurrazaga       | 2002 |  |  |
|  | Nuova Zelanda (bandiera) |  | Josh Burnett            | 2000 |  |  |
|  | Grecia (bandiera)        |  | Geórgios Boúglas        | 1990 |  |  |
|  | Spagna (bandiera)        |  | Hugo de la Calle        | 2004 |  |  |
|  | Spagna (bandiera)        |  | Daniel Cavia            | 2002 |  |  |
|  | Guatemala (bandiera)     |  | Sergio Chumil           | 2000 |  |  |
|  | Spagna (bandiera)        |  | David Delgado           | 2000 |  |  |
|  | Spagna (bandiera)        |  | José Manuel Díaz        | 1995 |  |  |
|  | Uruguay (bandiera)       |  | Eric Fagundez           | 2000 |  |  |
|  | Spagna (bandiera)        |  | José Luis Faura Asensio | 2000 |  |  |
|  | Spagna (bandiera)        |  | Sinuhé Fernandez        | 2000 |  |  |
|  | Spagna (bandiera)        |  | Ángel Fuentes           | 1996 |  |  |
|  | Spagna (bandiera)        |  | Carlos García Pierna    | 1999 |  |  |
|  | Nuova Zelanda (bandiera) |  | George Jackson          | 2000 |  |  |
|  | Rep. Ceca (bandiera)     |  | Vojtěch Kmínek          | 2000 |  |  |
|  | Giappone (bandiera)      |  | Tomoya Koyama           | 1998 |  |  |
|  | Eritrea (bandiera)       |  | Merhawi Kudus           | 1994 |  |  |
|  | Spagna (bandiera)        |  | David Martín            | 1999 |  |  |
|  | Spagna (bandiera)        |  | Sebastián Mora          | 1988 |  |  |
|  | Spagna (bandiera)        |  | Ander Okamika           | 1993 |  |  |
|  | Mongolia (bandiera)      |  | Jambaljamts Sainbayar   | 1996 |  |  |
|  | Spagna (bandiera)        |  | Marc Torres             | 2004 |  |  |